# 小行星11041
小行星11041（11041 Fechner）是一颗绕太阳运转的小行星，为主小行星带小行星。该小行星于1989年9月26日发现。

## 轨道参数
小行星11041的轨道半长轴为2.3810618 UA，离心率为0.102。